# Kokašice
Kokašice (deutsch Kokaschitz) ist eine Gemeinde mit 272 Einwohnern (Stand: 1. Januar 2023)  in Tschechien.

## Geographie

### Lage
Kokašice liegt zwei Kilometer westlich von Konstantinovy Lázně in einer Höhe von 526 m ü. M.

### Gemeindegliederung
Die Gemeinde besteht aus den Ortsteilen Čeliv (Tscheliv), Kokašice, Krasíkov (Schwamberg) und Lomy (Lohm). Grundsiedlungseinheiten sind Čeliv, Kokašice und Lomy.
Das Gemeindegebiet gliedert sich in die Katastralbezirke Čeliv, Kokašice und Lomy u Domaslavi.

## Geschichte

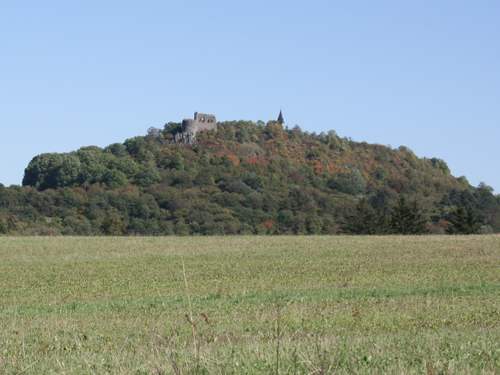
Burg Švamberk

Die erste Erwähnung des Ortes stammt aus dem Jahre 1227. Im 14. Jahrhundert kam Kokašice in den Besitz der Schwanberger, die seit 1287 im benachbarten Krasíkov nachweisbar sind. Bei der Teilung des Besitzes zwischen Heinrich, Bohuslav und Johann von Schwanberg im Jahre 1507 kam Kokaschitz zum Weseritzer Teil. Später gelangte der Ort zur Herrschaft Trpist-Triebl, der er bis zur Aufhebung der Patrimonialherrschaften angehörte. Gepfarrt war Kokaschitz nach Tscheliv. 1838 hatte das Dorf 223 Einwohner. 1901 erhielt der Ort durch die Lokalbahn Neuhof–Weseritz einen Eisenbahnanschluss. 1939 lebten in Kokaschitz einschließlich Schwanberg 447 Menschen. In der Zeit vom 1. Januar 1980 bis 24. November 1990 war Kokašice ein Ortsteil von Konstantinovy Lázně.
Der östliche Teil von Kokašice ist der älteste, er wurde um einen Dorfplatz mit Teich angelegt. Ab dem Jahre 1838 erweiterte sich das Dorf in westliche Richtung.

## Kultur und Sehenswürdigkeiten
Neben der beim Ortsteil Krasíkov befindlichen Ruine der Burg Švamberk (deutsch Schwanberg, Schwamberg) besitzt Kokašice noch weitere Baudenkmäler. Ein ehemals zu einer Mühle gehöriges Haus von Anfang des 19. Jahrhunderts ist mit gut erhaltenen Fachwerkgiebeln versehen. Am westlichen Ortsrand steht an der Stelle, wo Bavůrek von Schwanberg einen Pilsener Bürgerssohn erschlagen hatte, ein steinernes Sühnekreuz.

## Verkehrsanbindung
Der Bahnhof von Kokašice liegt etwa anderthalb km östlich vom Ort Kokašice. Der Bahnhof wird nicht als eigener Stadtteil bzw. Ortschaft geführt, obwohl er neben dem Bahnhofsgebäude aus mehreren Wohnhäusern besteht. Das Bahnhofsgebäude steht der Öffentlichkeit nicht mehr zur Verfügung.
Zur Zeit der Inbetriebnahme der Bahnstrecke 1901 gehörte der Bahnhof zum 1,3 km entfernten Konstantinsbad und trug dessen Namen. 1906 erhielt Konstantinsbad einen näher gelegenen Bahnhof, der 1936 zum einzigen Bahnhof von Konstantinsbad wurde. Der ursprüngliche Bahnhof wurde in Bahnhof Kokaschitz umbenannt. Nach Ende des Zweiten Weltkriegs erhielt er den Namen Konstantinovy Lázně um dann endgültig in Kokašice umbenannt zu werden.

## Söhne und Töchter der Stadt
- Franz Melnitzky, österreichischer Bildhauer (1822–1876)